# Al-Khābūra
al-Khābūra (in arabo الخابورة‎?), è una città e dell'omonimo governatorato (wilāya, in arabo ولاية‎?) dell'Oman nella regione di al-Batina.